# Бедрово
Бедрово (болг. Бедрово) — село в Болгарии. Находится в Кырджалийской области, входит в общину Черноочене.

## Политическая ситуация
В местном кметстве Драганово, в состав которого входит Бедрово, должность кмета (старосты) исполняет Небибе Иса Ибрям (Движение за права и свободы (ДПС)) по результатам выборов.
Кмет (мэр) общины Черноочене — Айдын Ариф Осман (Движение за права и свободы (ДПС)) по результатам выборов.